# Glomera squamulosa
Glomera squamulosa är en orkidéart som först beskrevs av Rudolf Schlechter, och fick sitt nu gällande namn av Johannes Jacobus Smith. Glomera squamulosa ingår i släktet Glomera och familjen orkidéer. Inga underarter finns listade i Catalogue of Life.